# Paul Caddis
Paul Caddis (ur. 19 kwietnia 1988 w Irvine) – szkocki piłkarz występujący na pozycji obrońcy oraz trener.

## Kariera
Caddis uczęszczał do St Joseph’s Academy aż do czerwca 2004 roku, kiedy to opuścił szkołę i rozpoczął profesjonalną karierę w Celtiku. Zainteresowany był nim również Rangers, jednak Szkot postanowił dołączyć do kadry The Bhoys.

### Celtic
Trenował z zespołem U-17, a wkrótce z drużyną U-19. Niedługo potem został kapitanem rezerw. Często uczestniczył w treningach pierwszej drużyny. Usiadł na ławce rezerwowych w ostatnim meczu sezonu 2006/2007.
W Celtiku zadebiutował 26 lipca 2007 roku w towarzyskim meczu z Newcastle United, kiedy to zmienił w 74 minucie Jiriego Jarosika. Ze względu na kontuzje Achillesa i kolana, które odnieśli odpowiednio Jean-Joël Perrier-Doumbé i Mark Wilson na początku sezonu, Caddis był kandydatem do gry w pierwszym zespole. Na przeszkodzie stanęła jednak kontuzja pachwiny, która wyeliminowała go z gry do końca grudnia.
Jego debiut w lidze miał miejsce 27 stycznia 2008 roku w wygranym 1-0 meczu z Falkirk. 2 lutego 2008 roku po raz pierwszy zagrał od początku spotkania w meczu Pucharu Szkocji z Kilmarnock F.C. Zaliczył asystę przy golu Scotta McDonalda, a sam pojedynek zakończył się wynikiem 5-1 dla Celtiku.

### Dundee United
2 lutego 2009 został wypożyczony do Dundee United. Otrzymał koszulkę z numerem „6”, którą przed podpisaniem kontraktu z Celtikiem zajmował Willo Flood. Zadebiutował 14 lutego w spotkaniu z Inverness CT, zakończonym remisem 1:1. 